# D.B. Cooper
D. B. Cooper brukar man benämna den man som den 24 november 1971 genomförde en flygplanskapning i Portland i Oregon i USA, för att sedan fallskärmshoppa med de pengar som utbetalats som lösensumma. En intensiv jakt på kaparen följde men han fångades eller identifierades aldrig.

## Kapningen
En oidentifierad man, beskriven som medelålders och drygt 180 centimeter lång, köpte en flygplansbiljett till flyget mellan Portland och Seattle. Han använde det falska namnet "Dan Cooper". En reporter missuppfattade sedan namnet och kaparen blev därmed känd som "D.B. Cooper". Kort efter flygplansstarten överlämnade Cooper en lapp till en flygvärdinna. På den stod att han hade en bomb i sin portfölj och att han begärde 200 000 dollar och fyra fallskärmar.
Kaparen släppte de 36 passagerarna i Seattle när han mottagit pengar och fallskärmar. Han beordrade upp flygplanet i luften igen, och någonstans mellan Seattle och Reno hoppade mannen fallskärm för att försvinna och aldrig mer synas till.

## Eftermäle
FBI satte igång en av sina längsta och mest intensiva utredningar dittills. Utredningen gick under namnet "NORJAK" (Northwest Hijacking). I inledningen av utredningen trodde FBI att kaparen kände till såväl området som flygplanstypen och att han varit militär, möjligen till och med fallskärmshoppare. Efterhand ändrade man dock uppfattning eftersom en tränad hoppare inte skulle ha genomfört det hoppet på grund av de farliga omständigheterna - vinden på flygplanets höjd uppgick till dryga 320 km/h, vädret var mycket dåligt och hans fallskärm gick inte att styra. FBI:s omsvängning berodde också på att kaparen inte märkt att en av reservfallskärmarna var obrukbar.
FBI tittade på 800 misstänkta under de fem första åren utan att finna den skyldige. Många spekulerade i att den verklige kaparen inte överlevt hoppet.
Även om fallet har få bevis har några föremål återfunnits. På hösten 1978 hittades en instruktionsbok, som angav hur den bakre passagerartrappan på en Boeing 727 öppnas. Denna visade sig senare komma från det plan Cooper kapade. Den 10 februari 1980 gjorde åttaåriga Brian Ingram ett fynd vid Tina's Landing vid Columbiafloden. Han hittade 294 stycken 20-dollarsedlar som visade sig härröra från kapningen.
År 1995 berättade Duane Weber för sin fru att han var den mystiske kaparen Dan Cooper. Han berättade det då han lades in på ett sjukhus och läkarna sagt att han skulle avlida inom 5 dagar. Duane Weber och D.B. Coopers fantombild är slående lika. FBI blev mycket intresserade av de många likheterna, men har senare med hjälp av DNA kunnat visa att Duane Weber inte är kaparen D.B. Cooper.
I juli 2016 meddelade FBI att man inte längre kommer att spendera medel på NORJAK-utredningen.

## Bilder

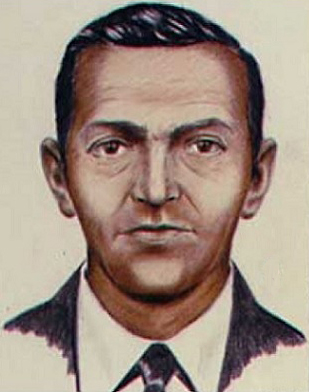
Fantombild av D. B. Cooper.
Simulering av D.B. Coopers hopp.
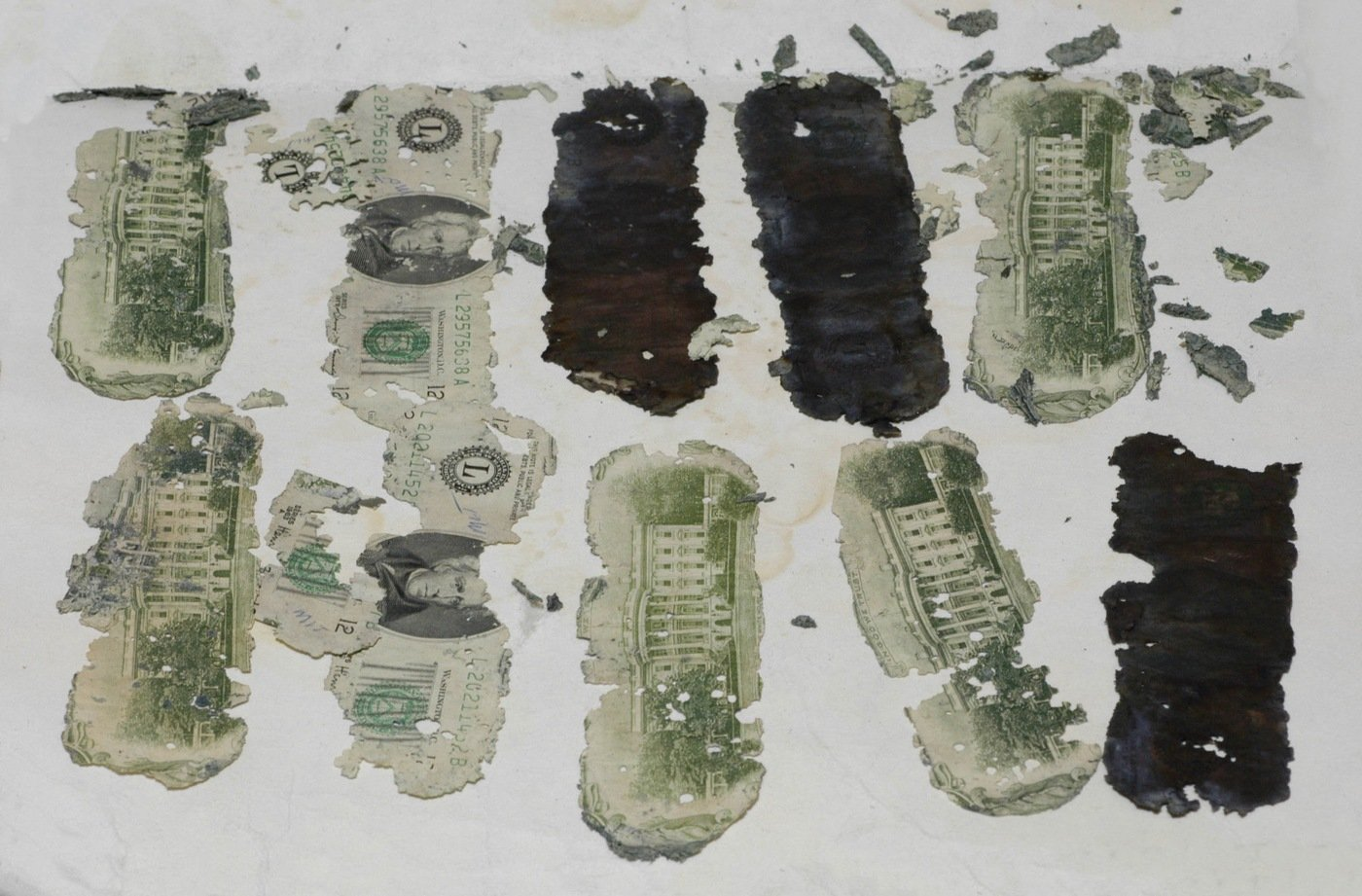
Några av de återfunna sedlarna.